# (10675) Kharlamov
(10675) Kharlamov ist ein im inneren Hauptgürtel gelegener Asteroid. Er wurde am 1. November 1978 von der ukrainischen Astronomin Ljudmyla Schurawlowa am Krim-Observatorium in Nautschnyj (IAU-Code 095) entdeckt.
Der mittlere Durchmesser des Asteroiden wurde mithilfe des Wide-Field Infrared Survey Explorers (WISE) grob mit 3,319 (±0,533) Kilometer errechnet, die Albedo ebenfalls grob mit 0,335 (±0,121).
Der Asteroid gehört zur Nysa-Gruppe, einer nach (44) Nysa benannten Gruppe von Asteroiden (auch Hertha-Familie genannt, nach (135) Hertha). Die zeitlosen (nichtoskulierenden) Bahnelemente von (10675) Kharlamov sind fast identisch mit denjenigen von vier kleineren Asteroiden: (52355) 1993 FD24, (210500) 1998 HN25, (227156) 2005 QY8 und (333325) 2001 QW148.
(10675) Kharlamov wurde am 18. März 2003 nach dem sowjetischen Eishockeyspieler Waleri Borissowitsch Charlamow (1948–1981) benannt. Kharlamov ist die englischsprachige Transkription seines Nachnamens.